# Charles Lee
Charles Lee, * 6. februar 1732, † 2. oktober 1782.
Lee je bil general iz Anglije, ki se je leta 1773 preselil v Virginijo Pred tem je služil ko častnik v francosko-indijanski vojni v Severni Ameriki in sedemletni vojni v Evropi.
Lee je postal častnik v ameriški revoluciji in poskušal postati njen vojaški vodja, čeprav je to mesto dobil George Washington. General Lee je dobil svoje zgodnje bitke, nato pa se je slabo odrezal v bitki pri Monmouthu in bil odpuščen iz vojske. Lee je leta 1782 umrl zaradi tuberkuloze.
V petdesetih letih 19. stoletja so nekateri zgodovinarji začeli domnevati, da je Lee zagrešil izdajo, ko je na skrivaj pomagal Britancem proti revoluciji.